# Greatest Hits (DVD Mariah Carey)
Greatest Hits – ósme DVD Mariah Carey, zawierające teledyski do jej największych hitów. DVD ma być wydane w marcu 2009.
Płyta zawiera oficjalne teledyski do piosenek zawartych na płycie Greatest Hits, oprócz "Underneath the Stars", do którego teledysk nigdy nie został nagrany.

## Lista utworów
1. "Vision of Love"
2. "Love Takes Time"
3. "Someday"
4. "I Don’t Wanna Cry"
5. "Emotions"
6. "Can’t Let Go"
7. "Make It Happen"
8. "I’ll Be There" (gościnnie Trey Lorenz)
9. "Dreamlover"
10. "Hero"
11. "Without You"
12. "Endless Love" (duet z Lutherem Vandrossem)
13. "Fantasy"
14. "One Sweet Day" (duet z Boyz II Men)
15. "Always Be My Baby"
16. "Forever"
17. "Honey"
18. "Butterfly"
19. "My All"
20. "Sweetheart"
21. "When You Believe" (duet z Whitney Houston)
22. "I Still Believe"
23. "Heartbreaker" (gościnnie Jay-Z)
24. "Thank God I Found You" (featuring Joe & 98 Degrees)
25. "Can’t Take That Away (Mariah’s Theme)"